# 衣笠山 (愛知県)
衣笠山（きぬがさやま）は、愛知県田原市にある山である。

## 概要
渥美半島の中央に位置し、標高は278.4m。近くに蔵王山と滝頭山があり、地質学上は赤石山脈の支脈の南端となる。
山頂の岩場には、田原神社奥宮が祀られている。また三河湾から姫島・知多半島までの広い展望が得られる。
斜面には、ヤブツバキやシデコブシの群落がある。また山麓には、サクラ並木で有名な滝頭公園が整備されている。

## その他
衣笠山の中腹にはハンググライダー・パラグライダーのランチャー台があり、三河湾に向かって飛び立つ色鮮やかな姿が見られる。また、東側の小衣笠山中腹ではアマチュア無線の移動運用が行われることも多い。

## 写真集

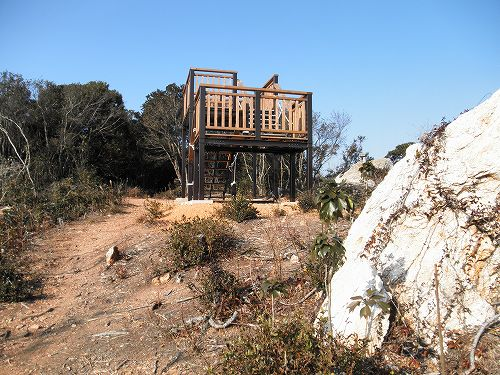
衣笠山山頂の見晴台
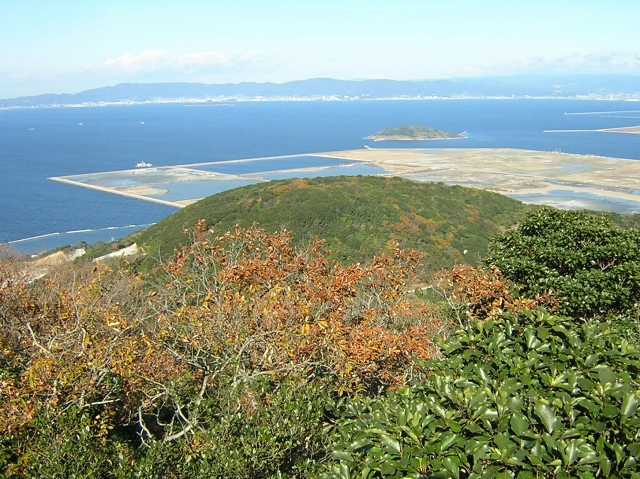
衣笠山山頂からの展望
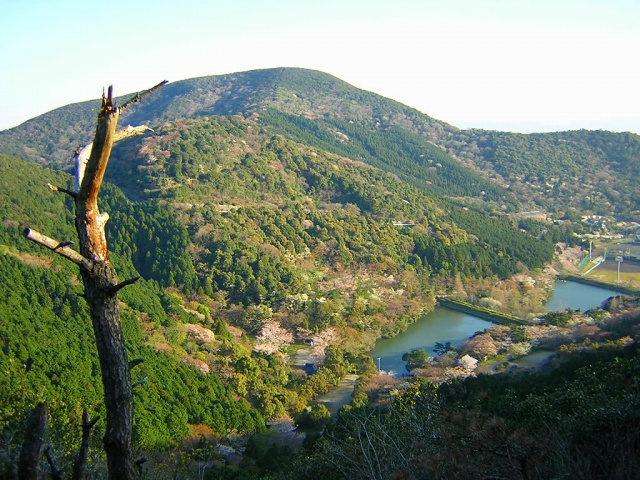
たらめ新道から衣笠山